# Комсомольский сельсовет (Гомельская область)
Комсомольский сельсовет — административная единица на территории Речицкого района Гомельской области Республики Беларусь. Административный центр — агрогородок Комсомольск.

## Состав
Комсомольский сельсовет включает 12 населённых пунктов:
- Балашевка — деревня.
- Гагали — посёлок.
- Добужа — посёлок.
- Комсомольск — агрогородок.
- Крапивня — деревня.
- Околица — посёлок.
- Октябрь — деревня.
- Первомайск — деревня.
- Сведское — деревня.
- Узнож — деревня.
- Чернейки — деревня.
- Шелковичи — деревня.

Упразднённые населённые пункты на территории сельсовета:
- Барановка[1] — посёлок
- Городок — посёлок